# Calophasia nigrella
Calophasia nigrella är en fjärilsart som beskrevs av Turati 1921. Calophasia nigrella ingår i släktet Calophasia och familjen nattflyn. Inga underarter finns listade i Catalogue of Life.